# 河原郁夫
河原 郁夫（かわはら いくお、1930年12月20日 - 2021年3月21日）は、日本のプラネタリウム解説者（プラネタリウム弁士、星空案内人）、天文家。天文博物館五島プラネタリウムの初代解説員のひとり。1957年から2021年まで64年間にわたってプラネタリウム解説の現場に身を置き、後進に大きな影響を与えた。

## 来歴

### プラネタリウムとの出会い
東京府東京市蒲田町（現在の東京都大田区東蒲田）に育つ。
1940年、東京初（日本で2番目）のプラネタリウムであった東日天文館（のちに毎日天文館と改称）に足を運び、大いに感銘を受ける（9歳）。当初は父にせがんで連れていってもらっていたが、まもなく単身で通うようになる。

### 天文少年となる
初めて接したプラネタリウム解説で覚えたオリオン座を実際に観ようと考えた河原は、深夜に起き出して自宅2階の物干し場で待ちかまえていたという。明け方、プラネタリウムで観たとおりにオリオン座が昇ってくるようすを目のあたりにして感激し、星空のとりこになった。後年、好きな星座を問われて「オリオン座」と答えており、初めて見た記憶が非常に印象深く、88星座の中で「一番きれい」だと述べている。
そのうちに天体望遠鏡に関心を持つようになり、ボール紙を巻いた筒と、神田の眼鏡店をまわって入手したレンズを組み合わせて自作した。実用に堪えるものができたので、物干し場を基地にして「河原天文台」と名づけ、星に親しむ日々を過ごした。戦時中は灯火管制のため大森蒲田からでも天の川が見えたという。
東日天文館には、毎日1銭ずつもらう小遣いやお年玉などをやりくりし、日曜日11時の投影に通った（のちに9時半の投影も観るようになった）。蒲田駅から有楽町駅までは国電で往復20銭、東日天文館の入場料に25銭を要したため、通っていたのは多いときで月に2～3回ほどだった。12時に投影が終わると、日比谷公園に現存するヤップ島の石貨の前に座って、母親に持たせてもらったおにぎりを頬張るのが楽しみだったという。東京市内の国民学校から選抜された生徒として、東京市教育局長を会長とする少国民天文研究会に参加し、毎月一回、東日天文館で野尻抱影らの天文講話を聴く機会もあった。東日天文館には1943年ごろまで通っていたが、投影内容が戦時を反映したものに変容したことにより、足が遠のいた。

### 大空襲に遭う
1945年4月15日、河原が住んでいた蒲田は城南大空襲によって火の海になった。河原は、布団と鉄兜（ヘルメット）のほか、鈴木敬信『星と宇宙とプラネタリウム解説』（東日天文館発行）と大漢和辞典を持って、母親と妹たちとともに避難。多摩川まで逃げようとしたがたどり着けず、途中の小川に入り、家族で布団を被って鉄兜で水をかけながら火の手から逃れた。それまで何台か自作していた望遠鏡や観察記録などは自宅もろとも灰燼に帰した。河原一家は、父親の実家がある神奈川県横須賀市に転居することとなる。
河原が通った東日（毎日）天文館も、同年5月25日の山の手大空襲により被弾、炎上。河原を天文に導いた投影機や、日本最古の星図として知られる格子月進図をはじめとする資料が失われた。

### 師・水野良平との出会い
戦後、『天文月報』1944年10月号（実際の発行は1946年2月という）に掲載された第一回天文学普及講座の予告を目にした河原は、1946年4月20日、東京科学博物館において、生涯にわたって師と仰ぐことになる水野良平（東京天文台報時課）の謦咳に接する（15歳）。
同年の秋、ふたたび自作した口径3cmの望遠鏡で太陽黒点観測を始め、1948年7月から1952年9月まで日本天文学会への報告を行った。黒点観測は晩年まで70年以上にわたって続けていた。
1947年に再発足した横浜すばる会（横浜天文研究会）に参加。
1948年、高校に2年遅れて進学。
1949年、横須賀天文同好会を小林弘忠と立ち上げた。
1950年4月、東京天文台（報時課長）を辞した水野が、新設された横須賀学院に奉職（主事）。それを知った知った河原は、さっそく水野のもとを訪れ、交流が始まった（19歳ごろ）。
1951年、水野の母校である東京理科大学に入学。
同年、富田弘一郎（東京天文台）、箕輪敏行（小学校教員）、山田昌一（東京理科大OB）らによる流星の写真二点観測（神奈川県川崎市西生田と東京都三鷹市の東京天文台）に参加。
1952年の春、クリスチャンであった水野にならい、水野が開設にかかわった横須賀小川町教会にて宮内俊三牧師から受洗。
同年9月、横須賀天文学会（水野良平会長）の設立に小林弘忠らとともに参画、会報の編集に携わる。
1954年4月から1年間、東京天文台太陽物理部にて太陽の活動性についての研究を行った。
1955年3月、東京理科大学理学部物理学科を卒業。水野が在職していた横須賀学院に理科教員として勤める。
1956年3月21日、春分の日に横須賀小川町教会にて結婚（25歳）。春分の日を選んだのは春分点が座標の始まりであることからだという。仲人は水野が務めた。

### 五島プラネタリウム
戦前の日本に導入されたプラネタリウムは大阪市立電気科学館と東日天文館の2館のみで、敗戦の3か月前に東日（毎日）天文館が焼失したことにより、大型プラネタリウム施設は大阪の電気科学館のみの時期が続いた。戦後、河原はプラネタリウムが観たくなり、何度か鈍行に乗って四ツ橋に通った。佐伯恒夫、神田壱雄、戸田文夫の解説を聴き、とくに神田の大阪辯の解説は“耳にこびりつく”ほどの強い印象を残した。
1950年代に入り、東京急行電鉄（東急）が渋谷駅前に大型の会館施設を建造することになり、館内に文化施設を導入したいとの思惑が社内に生まれた。当初は水族館でクジラを泳がせてはどうかとの案もあったが、プラネタリウムという案が浮上し、国立科学博物館に相談を持ちかけた。それを受けた村山定男らは、各所を奔走し、1953年8月に東京プラネタリウム設立促進懇話会を設立。茅誠司（日本学術会議第3～4代会長、のちに東大総長）、萩原雄祐（東京天文台長、日本天文学会第15～16代理事長）、岡田要（国立科学博物館館長、日本動物学会会頭）を中心とした同懇話会から東急の五島慶太会長にプラネタリウム建設を申し入れる形をとった。1955年9月、五島の決断によりプラネタリウムの建設が決定。五島、鏑木政岐、藤田良雄、畑中武夫、広瀬秀雄、古畑正秋、野尻抱影、朝比奈貞一、村山らによる準備委員会が立ち上がり、星の会会長には野尻抱影が決まった。
プラネタリウムの責任者として、水野良平に白羽の矢が立った。河原は、五島プラネタリウムの学芸課長に就任することになった水野からの誘いを受け、1956年8月より同館の開館準備に参画。シーロスタット望遠鏡の設置や星座ジオラマの製作に携わった。東京・蒲田育ちの河原は、解説練習の際、とくに「し」と「ひ」の発音に苦労したという。
1956年12月1日、東急文化会館がオープン。翌4月1日、天文博物館五島プラネタリウムが開館。東京に、12年ぶりにプラネタリウムが復活した。河原は、水野らとともに同館の初代解説員となる（26歳）。
開館当初は、水野が作成した解説概要をまず覚えてから、自分なりのメモを作成し、練習を重ねて投影に臨んだ。投影のテーマは毎月変わるので、月の終わりから月初めにはとくに大変な思いをした。当時はコンソールの向かい側にあるミキサー室にもうひとりが裏方として入っており、ガラス越しにドーム内のようすを見て、BGMをかけたりマイクの音量調整を行っていたという。
五島プラネタリウム在籍中、横須賀から横浜へ転居。渋谷への通勤時間は半分になったという。

### 神奈川県立青少年センター
1962年、神奈川県で初のプラネタリウムを持つ施設となる神奈川県立青少年センターの初代館長を務めることになった朝比奈貞一（国立科学博物館第二研究部長、五島プラネタリウム学芸委員）から声がかかり、同センターの設立準備のため、同年2月に移籍（31歳）。村山定男からは「（これまでは自分が朝比奈先生にお仕えしてきたが）これから先生のことをお願いしますよ」と告げられたという。
同年11月に開館後、時おり朝比奈を訪ねてくる野尻抱影から食事に誘われ、随行していた。晩年、プラネタリウム解説のなかで野尻との想い出を語ることがあった。
1967年4月、若宮崇令が青少年センター学芸科学第二課に配属となり、河原の薫陶を受けた。若宮は1971年8月24日に開館した川崎市青少年科学館の初代天文担当職員となった。1975年には、平塚市博物館の学芸係プラネタリウム担当として採用された岩上(小林)洋子が同館の建設準備室から140日間にわたって派遣され、河原の指導を受けた。平塚市博物館は1976年5月1日に開館した。
1972年、五藤光学研究所のプラネタリウムを導入した施設が参加する日本プラネタリウム研修会が発足、初代会長を務める。1979年、それまで副会長を務めていた小坂由須人（仙台市天文台第2代台長）と会長職を交替し、日本プラネタリウム研究会と改称した後の1987年まで副会長を務めた。
1972年8月、天文課長に就任。1990年3月の定年まで18年近くにわたって同職にあった。プラネタリウムの現場から離れるのを嫌って昇進を断っており、他の施設から館長への就任を打診されたときも好きな解説ができなくなるとの理由で断った。定年を迎えた後も同館の嘱託としてプラネタリウム解説を担当した。

### 川崎市青少年科学館
1997年2月、川崎市青少年科学館の館長となっていた若宮崇令から懇請された河原は、横浜の紅葉坂から川崎の生田緑地に移ってプラネタリウム解説を続けることになった（66歳）。
2007年からは一般投影に加えてシニア向けの投影『星空ゆうゆう散歩』を年数回担当するようになる（平日の13時半開始）。
2010年5月9日、川崎市青少年科学館改築前の最終投影を担当（79歳）。
2011年9月25日、同館の仮設ドームでの最終投影を担当（80歳）。これをもって、週2回（2010年までは週4回）行っていた一般投影から引退した。

### かわさき宙と緑の科学館
2012年4月28日、川崎市青少年科学館が「かわさき宙と緑の科学館」の愛称でリニューアルオープンした。河原は、同年6月21日から月1回（2013年以降は8月を除く年11回、2019年度は奇数月の年6回）第3木曜の特別投影「星空ゆうゆう散歩」を担当するようになり、最新鋭のプラネタリウム投影機・MEGASTAR-III FUSIONを駆使した全篇生解説を行った。構成・操作・解説をすべて手ずから行っており、来場者には当日のテーマと構成が記されたA3二つ折り（4ページ）のリーフレットが配付された。
2016年11月9日、第45回川崎市文化賞を受賞（85歳）。
2018年12月20日、米寿の誕生日が「星空ゆうゆう散歩」の当日にあたり、「川崎で見えた南十字星」と題して全篇生解説投影を行った。同日に発売された、冨岡一成が河原を描いた『ぷらべん 88歳の星空案内人 河原郁夫』は、日本のプラネタリウム草創期の貴重な証言が収められた資料とされる。『ぷらべん』には、河原が執筆した四季の星空解説が収められており、「文学から現代天文学の話題までを一つながりのものとして構成した傑作」であり「常に新しいことを学び，取り入れ，紹介している姿勢」がみられると評された。
2020年3月19日の投影が新型コロナウイルス禍の影響で中止となる。その後、休止が続いていたが、2021年3月20日、1年2か月ぶりに「星空ゆうゆう散歩スペシャル」を担当（90歳）。
2021年3月21日、生涯最後の星空解説を行った翌日、死去。

## 人物
日本国内のプラネタリウム施設が3箇所（大阪市立電気科学館・生駒山天文博物館・天文博物館五島プラネタリウム）だった1957年から解説の現場に身を置き、晩年は日本最年長・最長キャリアのプラネタリウム解説者として、90歳で死去する前日まで現役をまっとうした。多くの後進を育成したことでも知られ、「河原学校」の弟子や孫弟子、曾孫弟子は数多い。その人格と識見は後進の尊敬を集めた。
子どものころ、エンジニアで新しもの好きのだった父親に連れられて交通博物館や東京科学博物館にも出かけたが、東日天文館のプラネタリウムに出会ったことが人生を決める起点となった。
みずからを「プラネタリウム大好き人間」と公言し、「コンソールに立つとシャンとして元気になります」「うれしくなってくるんです」「ワクワクゾクゾクしますね」「コンソールに入ることは薬なんです」「この気持ちはいつまでも味わいたい」と述べている。晩年、若手に対して、これからもたくさん投影ができることが「うらやましい」と述べたという。片腕を骨折した際も「コンソールに立てば大丈夫」と述べて投影をやりきり、生涯最後の投影には体調不良のなか車椅子で解説に臨んだ。
神奈川県立青少年センターで毎週日曜日に解説を行っていた1996年（65歳）には、“今後も大好きなプラネタリウムとともに生涯を歩んでいけたらどんなに幸せだろうと考えております”と記しており、晩年にも、希望としては一生死ぬまで現役でいたい、コンソールのなかで日の出を迎えて「それではみなさん、さようなら」と言ってポクッと逝ければ大往生だと思う、と語っている。太陽黒点観測をライフワークとする天文家でもあった河原は「星を見ているとパワーがもらえる」とも述べており、2035年9月2日に日本で見ることができる皆既日食を104歳で見ることを目標としていた。河原が死去したのは、生涯最後の投影の翌朝であった。
来場者への思いとして、プラネタリウムで星が好きになってもらいたい、ほんとうの星を観るための「アプローチ」「きっかけ」「動機づけ」になれば、それが「人生にとってプラス」になればありがたい、と語っている。みずからが東日天文館で得たような感動を伝えることができればと念願しながら解説を行っているという。
初めて接したプラネタリウム投影で用いられていたサラサーテのツィゴイネルワイゼンの美しい響きがとくに印象的だったと語っており、自身がプラネタリウム解説の初心者向けに著した『プラネタリウム解説法 〔プラネタリウム教本〕』では日の入り用のBGMリストに挙げている。9歳で出会ったプラネタリウムをきっかけとしてクラシック音楽に親しむようになった河原が解説者人生で最後に用いた曲は、ヘンデル『オンブラ・マイ・フ』の弦楽版であった。ここぞというときには『カヴァレリア・ルスティカーナ』の間奏曲を用いたという。
毎回、自身のプラネタリウム解説を録音して聴きなおし、次回に活かしていた。ただし、「半世紀ずっと反省だらけ」とのこと。
投影時間を守ることには自身にも指導する後進にもとりわけ厳格だった。穏和な性格で、後進にていねいに接したが、若宮崇令にはたいへん厳しかったという。
恩師の水野良平からは「全く、私とは兄弟か親子の関係」とされ、水野と河原がともに天文博物館五島プラネタリウムに在籍していた1957年11月に水野が出版した『最新天体写真集』（法政大学出版部）はほとんど河原の著書と言っても過言ではないという。
フェリス女学院短期大学、和泉短期大学、神奈川県立神奈川総合高等学校などで非常勤講師を務めた。

## 著書
- 河原郁夫『プラネタリウム解説法 〔プラネタリウム教本〕』（五藤光学研究所、1976）
- 河原郁夫『星空のはなし 天文学への招待』（地人書館、1978）[1] NCID BN01563558
- 河原郁夫『新版 星空のはなし 天文学への招待』（地人書館、1993）[143] ISBN 9784805204504

### 書籍
- 冨岡一成『ぷらべん 88歳の星空案内人 河原郁夫』（旬報社、2018）[6] ISBN 9784845115655
- 水野良平『星とともに』(1969)
- 神奈川県立青少年センター『青少年センター30年のあゆみ』(1992)
- 日本アマチュア天文史編纂委員会『改訂版 日本アマチュア天文史』（恒星社厚生閣、1995）ISBN 9784769908036
- 日本アマチュア天文史編纂委員会『続 日本アマチュア天文史』（恒星社厚生閣、1994）ISBN 4769907885
- 天文博物館五島プラネタリウム『五島プラネタリウム44年のあゆみ』(2001)
- 五島プラネタリウム卒業文集制作委員会『渋谷の星の向こうに』(2005)
- 徳間書店取材班『最高齢プロフェッショナルの条件』（徳間書店、2012）ISBN 9784198634759

### 註釈
1. ↑  川崎市青少年科学館時代に名乗るようになった[5]。いわゆる「星のソムリエ」とは無関係。
2. ↑  小学校4年生の団体見学[8]もしくは夏休みに父と[2][5][6]はじめて訪れた。
3. ↑  富岡一成『ぷらべん』[6]では、母からもらった反物の筒とされる。何台かつくったと述べている[8]ため、反物の筒も用いた可能性がある。
4. ↑  河原より年長の大谷豊和や原恵が入会していた東日天文倶楽部（のちに毎日天文同好会）には、6円の年会費を捻出する余裕がなく、入会しなかったという[12]。
5. ↑  当日、父親は妹の一人の疎開先に出かけていて不在だった。
6. ↑  空襲による転居と敗戦の混乱により、中学への復学がかなわなかったという[6]。
7. ↑  横浜国立大学に在学、指導教官は神田茂。日本流星研究会の副会長を1969年から1981年まで務めた[34]。
8. ↑  天文月報1978年12月の「水野良平氏略歴」[16]には横須賀学院への赴任が「1947年7月6日」とあるが、直前の記述「（東京天文台に）28年間勤務」と齟齬があり、『星とともに』に記載されている在職期間が合致する。
9. ↑  1918年生まれ。1953年に川崎天文同好会[39]を設立。1966年から1979年まで川崎市立の小学校長を歴任。理科教育・社会教育・地域文化の育成に多大な貢献があり、1971年の川崎市青少年科学館の開館にも尽力。1971年ごろから光害問題に対峙し、日本の星空を守る会を立ち上げ、事務局長として1972年10月8日のジャコビニ流星群の極大にあわせてのライトダウン運動を行った。1979年に川崎市文化賞、1984年に星のチロ賞、2004年に日本気象学会奨励賞、2006年に瑞宝双光章を受賞。2014年没。小惑星Minowa(7068)は箕輪の名前をとって命名された。[40][41][42][43]
10. ↑  1917年[16]に鳥居坂教会で倉長巍牧師から[45]受洗。
11. ↑  小野実[47]らに指導を受けた。当時の部長は後に日本天文学会理事長を務めた野附誠夫[48]。
12. ↑  電気科学館も1945年3月13日の大阪大空襲で被災し、屋上の25cm反射望遠鏡を失っている[53]。別棟の倉庫は全焼し、収蔵資料が失われた[54]。
13. ↑  五島プラネタリウムの開館時から評議員・学芸委員を務め、最後の11年間は館長を務めた[55]。
14. ↑  日本光学製。東急文化会館の屋上に設置された30cm鏡（材質はフューズドクォーツ）で受けた太陽光を2枚の鏡で反射させ、垂直に固定された口径15cm（焦点距離270mm）の屈折望遠鏡を通して、8階ロビーのすりガラスに太陽像を直径50cmで投影していた[55][56][58]。来場者は、すりガラスの外側から太陽像を見ることができる。開館後、河原は、晴れた日には毎日調整を行った[8]。1980年12月に分光器が設置される[59]。2001年の閉館まで現役で稼働した[55]。
15. ↑  作業の担当は草下英明が割り振ったという。
16. ↑  最年少。ほかに草下英明、大谷豊和[7]、小林悦子[61]。
17. ↑  富岡『ぷらべん』[6]では1956年3月の結婚時とされる。
18. ↑  名古屋市科学館と同じ開館日。プラネタリウムは施設の老朽化と耐震工事の必要性に迫られたため[63][64]2003年2月をもって閉室[65]した。
19. ↑  横浜関帝廟で河原が撮影した野尻の近影が、野尻の著書の口絵に掲載されている[69]。
20. ↑  1983年、日本プラネタリウム研究会に改称[72]。2007年、日本プラネタリウム協議会(JPA)[76]に合流[72]。
21. ↑  大平技研のMEGASTARシリーズで最も大型の光学式投影機で、2021年3月現在、川崎にのみ導入されている[85]。恒星投影機から全天を32分割して投影される恒星数は1500万個で、すべてのメシエ天体をはじめとする星雲星団も投影され、来場者による双眼鏡を用いた観察が想定されている。恒星投影機には135個の輝星投影機が搭載されており、色の再現や個別調光が可能。川崎には常設館で唯一 FUSION機能が導入されており、輝星投影機と全天周8K映像（ドーム周辺部に設置されているプロジェクタ17台から投影）を細密に組み合わせて連動させたFUSIONモードによる投影も可能。川崎で採用された太陽投影機と月投影機は、恒星投影機の南側に独立して設置され、超高圧水銀灯を光源とし、デジタル映像で表面のようすを投影する。惑星投影機もそれぞれ独立して恒星投影機の南側を囲むように設置され、金星のみレーザ光源で高輝度の投射を行い、水星・火星・木星・土星はLED光源で投影する。[86][87][88][89][90]
22. ↑  生涯8台目の投影機だったという[5]。
23. ↑  「小説風な表現によって，書かれた詳細が真実かどうか悩ましく感じられる」との指摘があり[99]、河原本人もその指摘を「当たっている」とした[93]。本書のあとがきにも、聞き書きではなく、著者の作品づくりの欲求も少なからずあった、とある。
24. ↑  「冬の話題～赤い星・青い星～」「春の話題～うごく北極星～」「夏の話題～銀河をめぐる旅～」「秋の話題～星の子どもたち～」
25. ↑  その訃報は突然のものであり、関係者に衝撃が走った[70][105][106][107][108][109][110][111][112]。
26. ↑  1951年7月7日、「生駒山天文協会が主体となり、朝日新聞及び近畿日本鉄道と合同」（共同提唱）により、生駒山上遊園地の南側に位置した京都大学生駒山太陽観測所（1941年7月設立、1972年3月閉鎖）の隣接地に開館、同地に1940年に建設された生駒山航空道場の建物が転用された。航空灯台だった塔の天井からフーコーの振り子が設置されていたという。当初は6mドームにスピッツ社のピンホール式投影機が導入されており、のちに金子式のダイヤ型投影機と入れ替わったという。9mドームにはトムキンス氏の手になる61cm反射望遠鏡（1936年に京都大学が輸入、英国製と米国製の二説あり）が設置されていた。1968年9月に閉館。翌年10月3日、後継の施設として、遊園地の北側に生駒山宇宙科学館が開館（吉阪隆正設計）。1997年3月20日、生駒コズミックシアターとしてリニューアルされ、1999年6月29日に閉館。生駒山天文博物館で使われていた金子式ダイヤ型投影機は生駒中学校に移設された。61cm反射望遠鏡は、宇宙科学館では展示物となっており、現在は鏡のみが大阪市立科学館に展示されている。宇宙科学館の建物は2015年12月頃に取り壊されたという。元航空灯台だった天文博物館の建物（塔）は、近鉄の生駒山上無線局舎として利用されていたが、老朽化のため2016年1月頃に取り壊されたといい、鉄塔に建て替えられた。京都大学の太陽観測所の建物も2016年2月頃に取り壊されたという。[113][114][115][52][116][117][118][119][120][121][122][123][124][125][126][127]
27. ↑  2016年現在、391館。アメリカ合衆国に続いて世界第2位。[128]
28. ↑  歯や目が悪くなってきているため、潮時を考えたほうがいいと思っている、とも語っていた[5]。
29. ↑  1957年から1962年まで天文博物館五島プラネタリウムの同僚だった小林悦子が河原について「真面目な顔をしてユーモアをおっしゃる」と述べている[142]。